# Michel de Ghelderode
Michel de Ghelderode (Ixelles, 3. travnja 1898. – Bruxelles, 1. travnja 1962.), belgijski književnik.

## Životopis
Rođen od oca zaposlena u kraljevskom arhivu i majke koja je bila praznovjerna i k tome još opčinjena fantastičnim legendama, Adhémar Martens, koji će službeno postati Michel de Ghelderode, poznatim će postati tek oko pedesete godine života. Pohađa srednju školu Saint–Louis u Bruxellesu. Godine 1914. opaka bolest ga prisiljava na odmor pa tako otkriva belgijsku književnost i svoju sklonost mističnoj Flandriji, lutkama kao i slikarstvu koji hrane njegovu maštu. Ma kakav oblik poprimilo njegovo sanjarenje, opsjednut je smrću kojoj ne želi priznati strah.
Bio je prozaik i dramski pisac, a inspirirao se belgijskom poviješću i folklorom. Smatrao je da teatar ne smije biti u raskoraku s vitalnim intresima društva te se opirao tzv. intelektualnoj drami lišenoj društvenog angažmana.
U svojoj zbirci Sortilèges, a posebice u Le Jardin malade riječ je o bolesti koja uništava čovjeka. Ščućurena u kutu vrta, prijeti da će zaraziti sve. U to vrijeme on je već bolestan i podsjećanje na taj morbidan i zarazan proces ponekad nalikuje na grotesknu parodiju, dopuštajući tako određenu distancu u odnosu na bolest od koje autor boluje. U tom tekstu fantastično se pojavljuje zahvaljujući međusobnom prožimanju dvaju prostora: vanjskog i unutrašnjeg. Uostalom, ugnježđeno zagađenje u vrtu se pokreće i ubrzano vodi kuću ruševinama.